# Малий Іж (Задар)
Малий Іж (хорв. Mali Iž) — населений пункт у Хорватії, у Задарській жупанії у складі міста Задар.

## Населення
Населення за даними перепису 2011 року становило 215 осіб.
Динаміка чисельності населення поселення:

## Клімат
Середня річна температура становить 15,57 °C, середня максимальна – 26,50 °C, а середня мінімальна – 4,29 °C. Середня річна кількість опадів – 821 мм.
| Клімат поселення                              | Клімат поселення | Клімат поселення | Клімат поселення | Клімат поселення | Клімат поселення | Клімат поселення | Клімат поселення | Клімат поселення | Клімат поселення | Клімат поселення | Клімат поселення | Клімат поселення | Клімат поселення |
| Показник                                      | Січ.             | Лют.             | Бер.             | Квіт.            | Трав.            | Черв.            | Лип.             | Серп.            | Вер.             | Жовт.            | Лист.            | Груд.            |                  |
| Середній максимум, °C                         | 12,35            | 12,21            | 13,47            | 16,83            | 21,79            | 26,00            | 26,50            | 26,19            | 21,85            | 18,88            | 14,93            | 11,70            |                  |
| Середня температура, °C                       | 8,38             | 8,25             | 9,53             | 12,88            | 17,85            | 22,08            | 24,48            | 24,19            | 19,85            | 16,87            | 12,88            | 9,67             |                  |
| Середній мінімум, °C                          | 4,44             | 4,29             | 5,58             | 8,95             | 13,89            | 18,11            | 22,46            | 22,15            | 17,83            | 14,85            | 10,87            | 7,66             |                  |
| Норма опадів, мм                              | 70               | 59               | 61               | 66               | 61               | 51               | 28               | 47               | 93               | 99               | 98               | 88               |                  |
| Середньомісячна швидкість вітру, м/с          | 2.99             | 3.10             | 3.26             | 3.10             | 2.70             | 2.50             | 2.50             | 2.40             | 2.62             | 2.79             | 3.40             | 3.25             |                  |
| Середньомісячна сонячна радіація, кДж/м²·день | 5062             | 7797             | 11563            | 16439            | 20743            | 22969            | 24701            | 21393            | 15706            | 10116            | 5499             | 4314             |                  |
| --------------------------------------------- | ---------------- | ---------------- | ---------------- | ---------------- | ---------------- | ---------------- | ---------------- | ---------------- | ---------------- | ---------------- | ---------------- | ---------------- | ---------------- |
| Джерело:                                      |                  |                  |                  |                  |                  |                  |                  |                  |                  |                  |                  |                  |                  |